# Soul Bossa Nova
 (octobre 2020).
La mise en forme du texte ne suit pas les recommandations de Wikipédia : il faut le « wikifier ».
Les points d'amélioration suivants sont les cas les plus fréquents :
- Les titres sont pré-formatés par le logiciel. Ils ne sont ni en capitales, ni en gras.
- Le texte ne doit pas être écrit en capitales (les noms de famille non plus), ni en gras, ni en italique, ni en « petit »…
- Le gras n'est utilisé que pour surligner le titre de l'article dans l'introduction, une seule fois.
- L'italique est rarement utilisé : mots en langue étrangère, titres d'œuvres, noms de bateaux, etc.
- Les citations ne sont pas en italique mais en corps de texte normal. Elles sont entourées par des guillemets français : « et ».
- Les listes à puces sont à éviter, des paragraphes rédigés étant largement préférés. Les tableaux sont à réserver à la présentation de données structurées (résultats, etc.).
- Les appels de note de bas de page (petits chiffres en exposant, introduits par l'outil «  Source ») sont à placer entre la fin de phrase et le point final[comme ça].
- Les liens internes (vers d'autres articles de Wikipédia) sont à choisir avec parcimonie. Créez des liens vers des articles approfondissant le sujet. Les termes génériques sans rapport avec le sujet sont à éviter, ainsi que les répétitions de liens vers un même terme.
- Les liens externes sont à placer uniquement dans une section « Liens externes », à la fin de l'article. Ces liens sont à choisir avec parcimonie suivant les règles définies. Si un lien sert de source à l'article, son insertion dans le texte est à faire par les notes de bas de page.
- La présentation des références doit suivre les conventions bibliographiques. Il est recommandé d'utiliser les modèles {{Ouvrage}}, {{Chapitre}}, {{Article}}, {{Lien web}} et/ou {{Bibliographie}}. Le mode d'édition visuel peut mettre en forme automatiquement les références.
- Insérer une infobox (cadre d'informations à droite) n'est pas obligatoire pour parachever la mise en page.

Pour une aide détaillée, merci de consulter Aide:Wikification.
Si vous pensez que ces points ont été résolus, vous pouvez retirer ce bandeau et améliorer la mise en forme d'un autre article.
Soul Bossa Nova est un morceau instrumental populaire, composé et interprété par le musicien et producteur de disques Quincy Jones. Il est apparu en 1962 sur son album Big Band Bossa Nova édité par Mercury Records.
Quincy Jones a déclaré qu'il lui avait fallu vingt minutes pour composer cet instrumental, qui met en évidence une cuíca. 
Roland Kirk y était soliste à la flûte traversière, Lalo Schifrin pianiste, Chris White bassiste, Rudy Collins batteur et Jerome Richardson flûtiste alto. Le texte de présentation de l'album ne précisait pas le nom des musiciens de la section de cuivres. Mais il s'agit de Phil Woods et Paul Gonsalvez aux saxophones, de Clark Terry à la trompette et au bugle, et d'Alan Raph au trombone basse. Enfin, Julius Watkins est au cor anglais, Carlos Gomez et Jose Paula aux percussions.

## Utilisation
- Le morceau apparaît dans la bande originale du film dramatique de Sidney Lumet de 1964, The Pawnbroker, qui a été marqué par Quincy Jones.
- En 1969, le chanteur français Nino Ferrer utilise l'orchestration du thème pour le refrain de sa chanson Les cornichons, basée sur le titre Big Nick de James Booker.
- Le morceau est utilisé dans le long métrage de 1969 Prends l'oseille et tire-toi.
- Il a été utilisé par le disc-jockey Alan 'Fluff' Freeman de la BBC Radio 1 comme thème pour son programme de l'après-midi qui a été diffusé au Royaume-Uni dans les années 1970.
- Le thème a été utilisé dans un jeu télévisé canadien de longue date, Definition[4].
- Le groupe de hip hop canadien Dream Warriors a largement échantillonné le titre pour son titre à succès My Definition of a Boombastic Jazz Style, dans son premier album And Now the Legacy Begins en 1991[5].
- Comme Dream Warriors, l'acteur canadien Mike Myers a grandi en regardant Definition et, en hommage à son enfance, a utilisé le titre comme thème de la série de films Austin Powers, en commençant par Austin Powers de Jay Roach en 1997[1]
- Il a été utilisé comme thème pour la Coupe du Monde de la FIFA 1998[6].
- Il est apparu dans les jeux vidéo Samba de Amigo (1999), Rayman Raving Rabbids: TV Party (2008) et Just Dance 2 (2010).
- La chanson apparaît également dans l'épisode de la saison 1 de Samouraï Jack "Jack vs. Mad Jack", où il est joué depuis un juke-box dans un bar que Jack visite au début de l'épisode.
- Le titre a été utilisé de 2001 à 2005 comme générique d'une émission de télévision allemande « ethno-comédie » Was guckst du? (« Qu'est-ce que tu regardes ? »), inspirée de l'émission de télévision britannique Goodness Gracious Me.
- Cet instrumental est présenté dans un mini-jeu de danse du jeu Wii de Rayman Raving Rabbids: TV Party, publié par Ubisoft.
- Il a été échantillonné par Ludacris pour son single 2005 sur le thème d'Austin Powers, Number One Spot, sur son album de 2004 The Red Light District.
- La musique est aussi utilisée dans le film Mon voisin du dessus de Laurence Katrian (2003).
- Le titre a été présenté dans l'épisode pilote 2009 de Glee.
- En 2010, la chanteuse de jazz canadienne Emilie-Claire Barlow a fusionné cette pièce avec The Beat Goes On de Sonny Bono pour la chanson titre de son album de reprises pop, The Beat Goes On.
- En 2014, Quincy Jones a produit l'album Little Secret de la chanteuse de jazz canadienne Nikki Yanofsky, qui comprenait une chanson intitulée Something New. La chanson mêlait des références mélodiques à Soul Bossa Nova[7]. La vidéo musicale présentait la pochette de l'album sur lequel ce morceau a été publié pour la première fois : une platine passant le disque Mercury Records, et une photographie de Quincy Jones.
- En 2015-18, le titre est utilisé dans de nombreuses publicités de la MAAF.